# رويسليب-نورثوود (دائرة انتخابية في المملكة المتحدة)
رويسليب-نورثوود (بالإنجليزية: Ruislip-Northwood)‏ هي إحدى الدوائر الانتخابية في المملكة المتحدة الممثلة في مجلس العموم في برلمان المملكة المتحدة.
عضو البرلمان الذي يمثلها حالياً هو :Mr Nick Hurd (Con).